# Alepidea angustifolia
Alepidea angustifolia är en flockblommig växtart som beskrevs av Rudolf Schlechter och H.Wolff. Alepidea angustifolia ingår i släktet Alepidea och familjen flockblommiga växter. Inga underarter finns listade i Catalogue of Life.